# Violeta-dos-campos
A violeta-dos-campos, amor-perfeito-bastardo, amor-perfeito-bravo, erva-da-trindade ou violeta-dos-prados (Viola arvensis) é uma espécie do género Viola.
É nativa da Europa. É das primeiras violetas a aparecer na primavera, e aparentemente usa uma espécie de retardante de crescimento para as plantas circundantes, parecendo ser a única planta a desenvolver-se em grandes tufos. Longe destas colónias, as ervas apresentam um crescimento normal.

flor e folhas
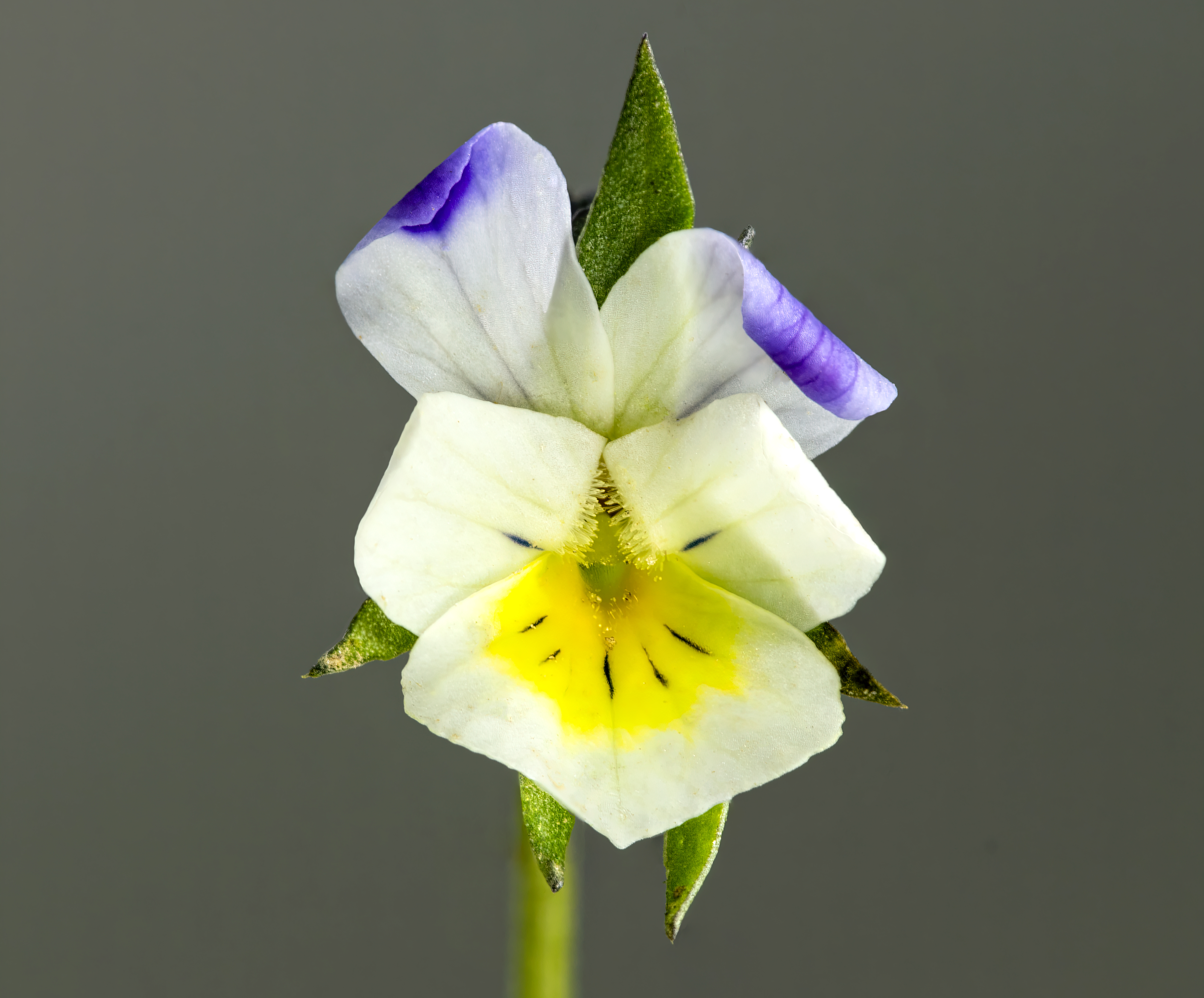
flor
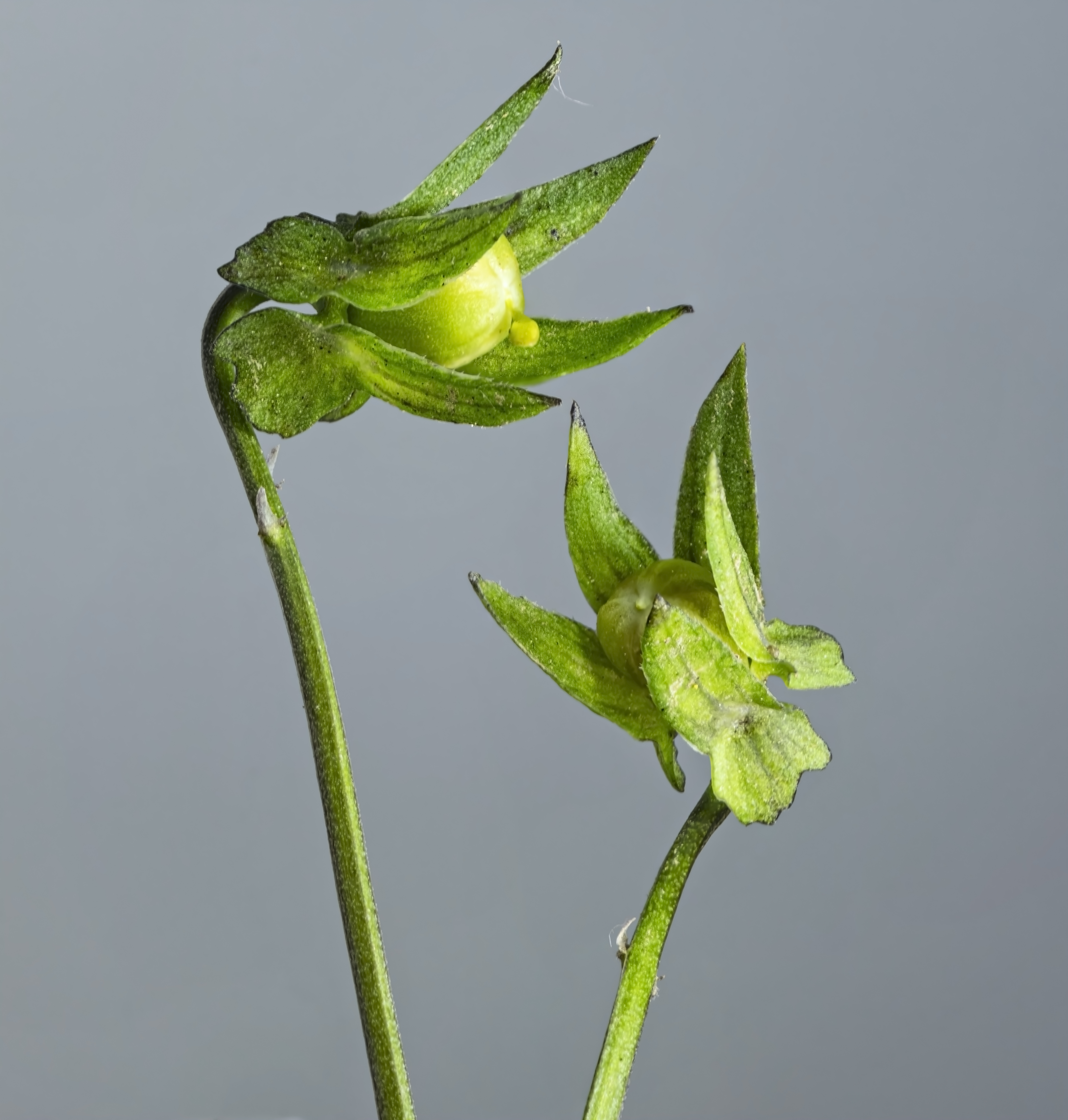
frutas imaturas